# Sepp Linhart
Sepp Linhart (* 12. Mai 1944 in Pinkafeld) ist ein österreichischer Japanologe. Als Professor lehrt er an der Universität Wien. Für seine Arbeit wurde er unter anderem mit dem Orden der Aufgehenden Sonne am Band mit goldenen Strahlen ausgezeichnet.

## Leben
Linhart, der bereits während seines Militärdienstes beim österreichischen Bundesheer begonnen hatte, sich mit der japanischen Sprache zu beschäftigen, studierte Japanologie, Soziologie und Völkerkunde an der Universität Wien, wo er nach der Promotion zum Dr. phil im Jahr 1970 zunächst als Assistent arbeitete. 1977 wurde ihm der Kardinal-Innitzer-Förderungspreis für Geisteswissenschaften verliehen. 1978 wurde er zum ordentlichen Professor und Institutsvorstand des Instituts für Japanologie, 2001 zum Vorstand des Instituts für Ostasienwissenschaften ernannt.
Als Gastprofessor war er unter anderem an der Universität Kyōto, am International Research Center for Japanese Studies und an der Universität Paris VII tätig.
Von 1988 bis 1991 diente Linhart sowohl als Präsident der European Association for Japanese Studies als auch als Vizepräsident der Vereinigung für sozialwissenschaftliche Japanforschung. Von 1993 bis 1995 war er Präsident des Akademischen Arbeitskreises Japan.
2007 wurde er für seine Arbeit mit dem mittleren Orden der Aufgehenden Sonne am Band geehrt, 2012 mit dem Österreichischen Ehrenkreuz für Wissenschaft und Kunst I. Klasse.

## Forschung
Linhart forscht hauptsächlich auf den Gebieten der modernen Sozial- und Kulturgeschichte Japans. Bekannt wurde er insbesondere durch seine Veröffentlichungen zur japanischen Alltags-, Freizeit- und Spielkultur. Es war eines seiner Bücher zu diesem Themenkomplex, nämlich seine 1998 auf Japanisch erschienene Kulturgeschichte des Ken-Spiels, das ihm 2005 den Yamagata Bantō-Preis der Präfektur Osaka einbrachte.

## Schriften (Auswahl)
- Arbeit, Freizeit und Familie in Japan. Eine Untersuchung der Lebensweise von Arbeitern und Angestellten in Großbetrieben. Harrassowitz, Wiesbaden 1976, ISBN 3-447-01740-6.
- Organisationsformen alter Menschen in Japan. Selbstverwirklichung durch Hobbies, Weiterbildung, Arbeit. Institut für Japanologie, Wien 1983, ISBN 3-900362-01-7.
- Ken no bunkashi. Kadokawa shoten, Tokio 1998, ISBN 4-04-702103-2.